# Secrétariat général du Gouvernement (France)
Pour les articles homonymes, voir Secrétariat général du Gouvernement et SGG.
Ne doit pas être confondu avec Secrétaire général de la présidence de la République française.
Le secrétariat général du Gouvernement (SGG) est un organisme interministériel placé sous l'autorité du Premier ministre français. Il est chargé de coordonner le travail du gouvernement d'un point de vue administratif et n'a pas de prérogatives politiques ; la personne qui le dirige ne fait pas partie du gouvernement. Depuis le 20 juillet 2020, la secrétaire générale est Claire Landais, conseillère d'État.
Cinq autres secrétaires généraux gouvernementaux existent : le secrétariat général de la Défense et de la Sécurité nationale, le secrétariat général de la Mer, le secrétariat général des Affaires européennes, secrétariat général à la Planification écologique et le secrétariat général pour l'Investissement.

## Historique
Sous la Troisième République, et pendant la Première Guerre mondiale, la « section administrative » permettait de coordonner l'action du gouvernement afin de mener la guerre. Le service est supprimé à la fin de la guerre, avant d'être re-créé en 1924 par le président du Conseil, Édouard Herriot, avec le nom de « secrétariat général des services administratifs de la présidence du Conseil ». Son successeur, Raymond Poincaré le supprime deux ans plus tard.
En 1935 le secrétariat général de la présidence du Conseil est créé par l'article 23 de la loi de finances du 24 décembre 1934 puis par un décret du 31 janvier 1935. Il compte alors 25 fonctionnaires. Au début son rôle est mal défini, et se confond avec celui du cabinet du président du Conseil. Pendant la Seconde Guerre mondiale, cette administration existera tant au Régime de Vichy qu'au Comité français de libération nationale. À la Libération, Louis Joxe est le secrétaire général du Gouvernement provisoire de la République française.
André Ségalat prend les fonctions de secrétaire général du Gouvernement en 1946 et le restera pendant 12 ans, montrant ainsi que l'organisme prend un caractère purement administratif et indépendant des changements de gouvernements. Son rôle est identique pendant la Quatrième et la Cinquième République.

## Organisation

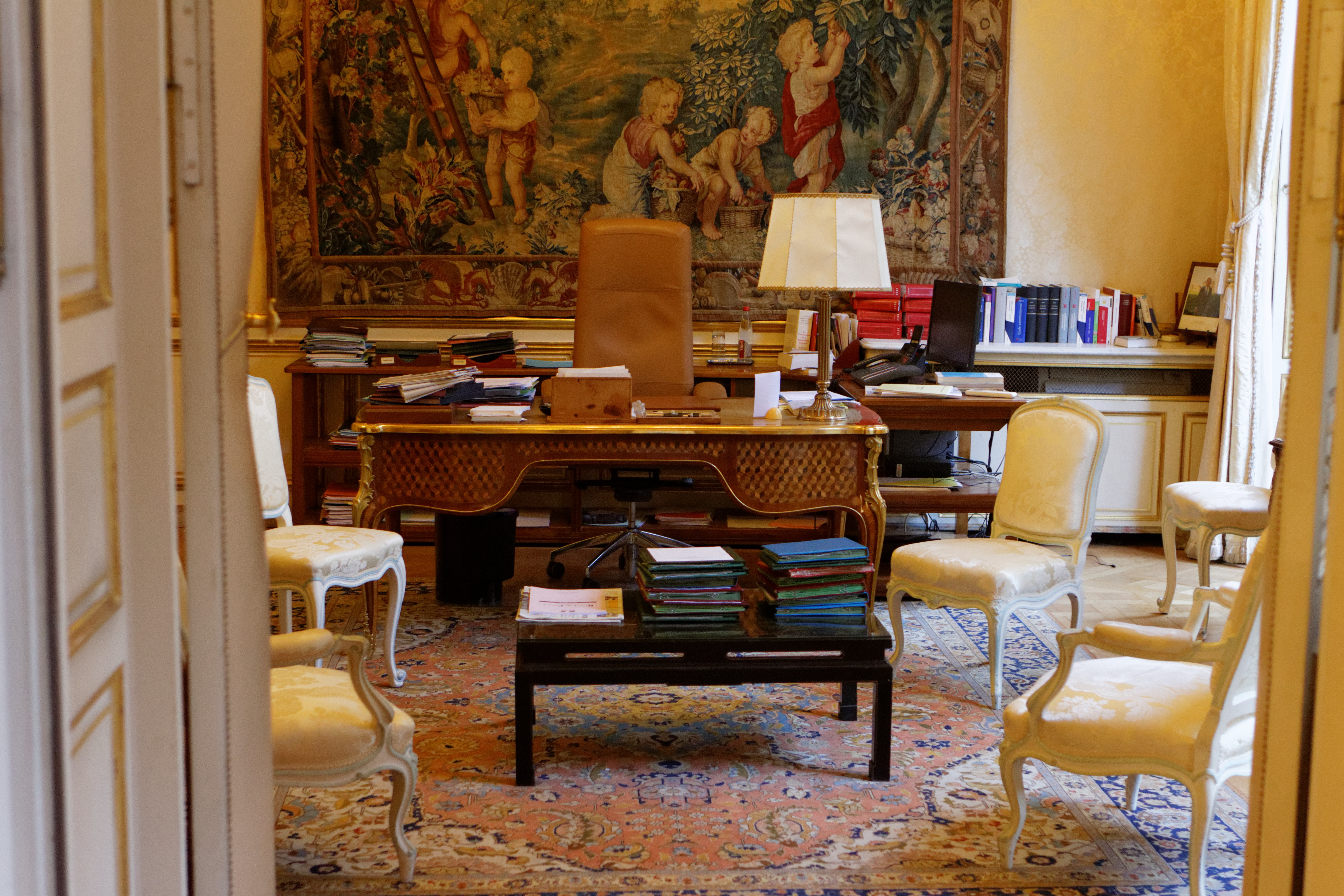
Bureau du SGG à l'hôtel de Matignon (2014).

Les agents du secrétariat général du Gouvernement sont situés dans plusieurs bâtiments autour de l'hôtel de Matignon, rue de Varenne et rue de Babylone, dans le 7e arrondissement de Paris.
Le SGG comprend une centaine d'agents ; outre le cabinet du secrétaire général et les chargés de mission, il comprend un directeur adjoint, une déléguée pour la rénovation de l'encadrement dirigeant de l'État et un service de la législation et de la qualité du droit.

## Rôle

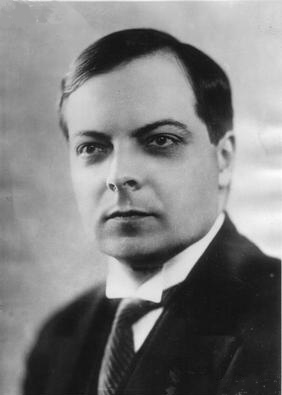
Léon Noël a été en 1935 le premier secrétaire général de la présidence du Conseil, ancêtre du secrétaire général du Gouvernement.

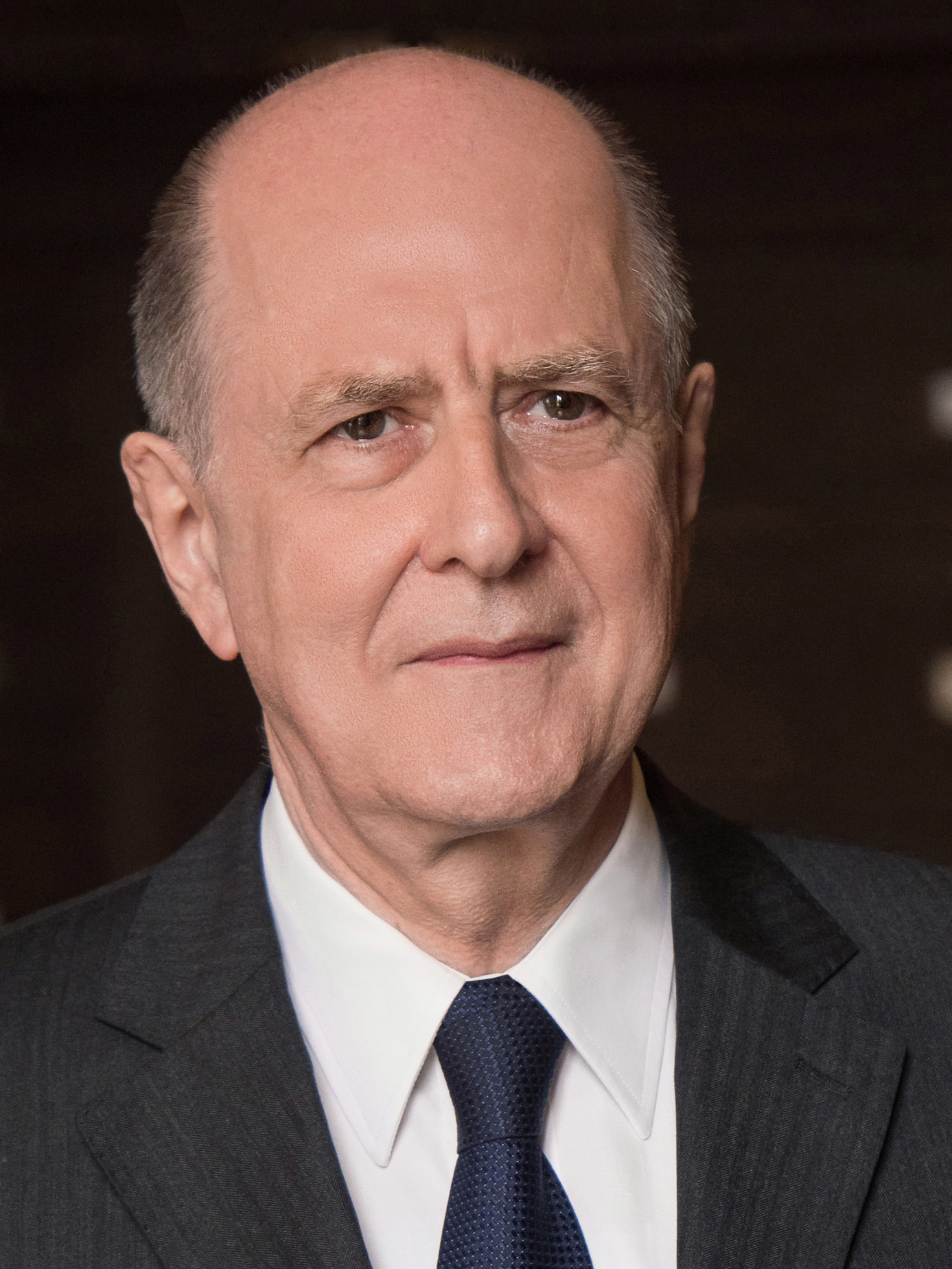
Jean-Marc Sauvé, ici photographié en 2016, a été secrétaire général du Gouvernement entre 1995 et 2006.

Depuis le début de la Ve République, aucun texte n'a fixé les prérogatives du secrétariat général du Gouvernement, qui, selon la Cour des comptes, se déduisent uniquement de deux sources : la coutume d'une part, et la maquette de la loi de finances d'autre part.
Le secrétariat général du Gouvernement est consulté pour chaque décision gouvernementale, il rédige les compte rendu du Conseil des ministres, et des réunions interministérielles, qui se tiennent pour arbitrer entre les positions de différentes administrations,,.
Pour tous les textes délibérés en Conseil des ministres (projets de lois, d'ordonnances et de certains décrets), le secrétariat général du Gouvernement doit saisir le Conseil d'État. Une fois ces textes adoptés par le Parlement, le secrétariat général du Gouvernement doit recueillir les signatures du président de la République et du Premier ministre. Il doit ensuite le faire publier au Journal officiel.
Lors de l'examen de la constitutionnalité d'une loi par le Conseil constitutionnel, le secrétariat général du Gouvernement prépare les observations du gouvernement sur le recours.
Lors du changement de gouvernement, le secrétariat général du Gouvernement est maintenu ; c'est lui qui organise les transitions, et fournit les moyens logistiques (bureaux, etc.) aux cabinets des ministres.
Enfin il dirige tous les services du Premier ministre.
En matière de ressources humaines, la mission « cadres dirigeants » a pour rôle la détection et la formation des futurs cadres dirigeants de l'État. Le secrétaire général du Gouvernement ou un représentant désigné par lui préside, depuis mai 2016, un comité d'audition chargé d'examiner les candidatures à un emploi de secrétaire général d'un ministère, de directeur général ou de directeur d'administration centrale. À l'issue des auditions, le comité communique au ministre son avis sur l'aptitude de chaque personne entendue à occuper l'emploi à pourvoir.

## Liste des secrétaires généraux du Gouvernement
Le secrétaire général du Gouvernement dirige le service. Dix personnes se sont succédé à cette fonction depuis la Libération. À l'exception de Louis Joxe, ce furent tous des membres du Conseil d'État.
Les secrétaires généraux du Gouvernement ont été les suivants :
| Date de nomination | Date de nomination | Durée                           | Secrétaire général                    | Gouvernements                                       |
| ------------------ | ------------------ | ------------------------------- | ------------------------------------- | --------------------------------------------------- |
| janvier 1935       |                    |                                 | Léon Noël                             |                                                     |
| 1935               |                    |                                 | Georges Dayras (par interim)          |                                                     |
| 11 juin 1935       | [ JO 1 ]           | 11 mois et 24 jours             | Georges Dayras                        |                                                     |
| 4 juin 1936        | [ JO 2 ]           | 1 an et 8 jours                 | Jules Moch                            |                                                     |
| 10 juin 1937       | [ JO 3 ]           | 2 ans, 5 mois et 5 jours        | Yves Chataigneau                      |                                                     |
| 17 novembre 1939   | [ JO 4 ]           | 7 mois                          | Marcel Oudinot (d)                    |                                                     |
| 17 juin 1940       | [ JO 5 ]           | 1 mois et 2 jours               | René Villard (d) (à titre temporaire) |                                                     |
| 17 juillet 1940    | [ JO 6 ]           | 6 mois et 28 jours              | Jean Fernet                           |                                                     |
| 16 février 1941    | [ JO 7 ]           | 6 mois et 20 jours              | Henri Moysset                         |                                                     |
| 5 septembre 1941   | [ JO 8 ]           | 7 mois et 13 jours              | Jean Jardel                           |                                                     |
| 18 avril 1942      | [ JO 9 ]           | 1 an, 5 mois et 21 jours        | Jacques Guérard                       |                                                     |
|                    |                    |                                 |                                       |                                                     |
| 9 octobre 1943     | [ JO 10 ]          | 2 ans, 11 mois et 6 jours       | Louis Joxe                            | Comité français de libération nationale à Bidault I |
| 15 septembre 1946  | [ JO 11 ]          | 11 ans, 4 mois et 8 jours       | André Ségalat                         | Bidault I à Gaillard                                |
| 23 janvier 1958    | [ JO 12 ]          | 6 ans, 1 mois et 20 jours       | Roger Belin                           | Gaillard à Pompidou II                              |
| 14 mars 1964       | [ JO 13 ]          | 10 ans, 4 mois et 26 jours      | Jean Donnedieu de Vabres              | Pompidou II à Chirac I                              |
| 9 août 1974        | [ JO 14 ]          | 6 mois et 4 jours               | Jacques Larché (par intérim)          | Chirac I                                            |
| 13 février 1975    | [ JO 15 ]          | 7 ans, 4 mois et 27 jours       | Marceau Long                          | Chirac I à Mauroy II                                |
| 10 juillet 1982    | [ JO 16 ]          | 3 ans, 8 mois et 16 jours       | Jacques Fournier                      | Mauroy II à Fabius                                  |
| 26 mars 1986       | [ JO 17 ]          | 9 ans, 1 mois et 28 jours       | Renaud Denoix de Saint Marc           | Chirac II à Juppé I                                 |
| 24 mai 1995        | [ JO 18 ]          | 11 ans, 4 mois et 9 jours       | Jean-Marc Sauvé                       | Juppé I à Villepin                                  |
| 3 octobre 2006     | [ JO 19 ]          | 8 ans, 5 mois et 30 jours       | Serge Lasvignes                       | Villepin à Valls II                                 |
| 2 avril 2015       | [ JO 20 ]          | 5 ans, 3 mois et 13 jours       | Marc Guillaume                        | Valls II à Philippe II                              |
| 15 juillet 2020    | [ JO 21 ]          | Depuis 4 ans, 8 mois et 3 jours | Claire Landais                        | Depuis Castex                                       |